# Carlo Soldo
Carlo Soldo (Genivolta, 13 aprile 1942) è un ex calciatore e allenatore di calcio italiano, di ruolo difensore.

## Carriera

### Giocatore
Cresciuto a Milano, giocò nelle giovanili della Folgore prima di approdare al Novara, squadra con cui esordì in Serie B nel 1960-61. Nel 1963 approdò al Varese, squadra con cui si mise in luce contribuendo alla promozione in Serie A del 1963-64. Con i biancorossi disputò altre due stagioni in massima categoria.
Nel 1966 fu acquistato dall'Inter, debuttò con la maglia neroazzurra (debuttando anche nelle coppe europee) il 16 novembre nell'andata degli ottavi di finale di Coppa dei Campioni contro gli ungheresi del Vasas Budapest, rimanendo in campo per tutti i 90 minuti e segnando il gol del momentaneo 1-0, risultando determinante per la vittoria finale della partita per 2-1. In primavera riuscì a giocare anche due partite di Coppa Italia rispettivamente contro Fiorentina e Padova. Poco impiegato anche a causa di alcuni contrasti con l'allenatore Helenio Herrera non fu mai schierato in campionato, venendo venduto a novembre dell'anno successivo alla Lazio, in B. In biancoceleste ottenne divenne uno dei titolari della difesa, centrando la promozione in A nel 1968-69 e l'anno seguente il ritorno nelle coppe europee. Nella stagione 1969-70 curiosamente giocò la sua seconda partita (ed ultima in carriera) in una coppa europea, ancora una volta in una partita di andata, sempre contro una squadra ungherese, sempre di Budapest, giocando nella fattispecie al Bozsik Stadion contro la Honvéd venendo espulso al 77' minuto, con la partita terminata 1-1. Nella stessa stagione passò nella sessione autunnale in comproprietà al Monza. La sua carriera fu bloccata però da un infortunio al ginocchio che lo portò a militare con poca regolarità in campionati minori fino al 1974.
In carriera ha totalizzato complessivamente 67 presenze e 2 reti in Serie A, 86 presenze e 2 reti in Serie B e 2 presenze ed una rete nelle coppe europee.

### Allenatore
Scelse dunque d'intraprendere la carriera di allenatore: tra i successi, una promozione in Serie C1 nel 1988-1989 con la Fidelis Andria e un'esperienza con la Nazionale di calcio iraniana Under-16, con cui vinse un campionato asiatico. 
Dal 2005 al 2020 è ritornato all'Inter, ricoprendo nel corso degli anni contestualmente all'attività si Scout per brevi periodi vari incarichi da allenatore.

## Statistiche

### Presenze e reti nei club
| Stagione        | Squadra         | Campionato      | Campionato | Campionato | Coppe nazionali | Coppe nazionali | Coppe nazionali | Coppe continentali | Coppe continentali | Coppe continentali | Altre coppe | Altre coppe | Altre coppe | Totale | Totale |
| Stagione        | Squadra         | Comp            | Pres       | Reti       | Comp            | Pres            | Reti            | Comp               | Pres               | Reti               | Comp        | Pres        | Reti        | Pres   | Reti   |
| --------------- | --------------- | --------------- | ---------- | ---------- | --------------- | --------------- | --------------- | ------------------ | ------------------ | ------------------ | ----------- | ----------- | ----------- | ------ | ------ |
| 1966-1967       | Inter           | A               | 0          | 0          | CI              | 2               | 0               | CC                 | 1                  | 1                  | -           | -           | -           | 3      | 1      |
| Totale carriera | Totale carriera | Totale carriera | 0          | 0          |                 | 2               | 0               |                    | 1                  | 1                  |             | -           | -           | 3      | 1      |

## Palmarès

### Giocatore

#### Competizioni nazionali
- Campionato italiano di Serie B: 1

Lazio: 1968-1969

### Allenatore

#### Competizioni nazionali
- Serie C2: 1

Fidelis Andria: 1988-1989